# Alcoxyle

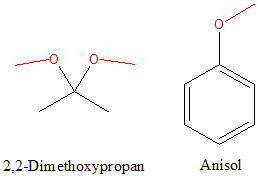
Les groupes alcoxyles sont représentés en rouge.

En chimie, un groupe alcoxyle (souvent désigné par groupe alcoxy) est une espèce chimique de type monoradicalaire constituée d'un groupe alkyle lié à un atome d'oxygène : R-O•,,, H-O-R ou encore R1-O-CnH2n-O-R1. Le groupe alcoxyle doit être différencié de l'alcoolate, aussi appelé alcoxyde (RO−), qui est lui un anion.
Apparenté aux alcoxyles, les aryloxys, tels que le groupe phénoxy (C6H5O–), ont un groupe aryle lié à l'oxygène.

## Nomenclature
La nomenclature des groupes alcoxyle est similaire à celle des alkyles : la racine est dérivée du radical alkyle auquel on remplace la partie -yle par la particule -oxy. Le terme ainsi formé est utilisable comme préfixe dans la dénomination des molécules. Toutefois, lorsque le terme est utilisé seul, on ajoute le suffixe -le comme on ajoute un e final pour les alkyles,.
| Alkyle correspondant | Racine (préfixe) | Nom ou adjectif |
| -------------------- | ---------------- | --------------- |
| méthyle              | méthoxy-         | méthoxyle       |
| éthyle               | éthoxy-          | éthoxyle        |

Exemple : méthoxyméthane, substitution d'un hydrogène par un groupe méthoxyle.